# Сарасино (Асти)
Сарасино је насеље у Италији у округу Асти, региону Пијемонт.
Према процени из 2011. у насељу је живело 83 становника. Насеље се налази на надморској висини од 173 м.